# Danh sách nhân vật trong Tiếu ngạo giang hồ
Tiếu ngạo giang hồ được coi là một trong những tiểu thuyết đặc sắc nhất của Kim Dung, với nhiều thành công về nội dung, cốt truyện, thủ pháp văn học. Tiếu ngạo giang hồ đã có một hệ thống nhân vật phong phú với nhiều nhân vật điển hình để lại nhiều ấn tượng cho người đọc, dưới đây là danh sách các nhân vật trong bộ tiểu thuyết này.

## Nhân vật chính

### Nhạc Linh San
Nhạc Linh San (岳靈珊 - Yue Lingshan) là con gái của Nhạc Bất Quần (chưởng môn phái Hoa Sơn) và Ninh Trung Tắc, sau này là vợ của Lâm Bình Chi. Nhạc Linh San là nhân vật tiêu biểu cho một phụ nữ bất hạnh cùng cực, bị chính cha ruột của mình dùng làm mồi nhử trong âm mưu tranh đoạt Tịch tà kiếm pháp của nhà họ Lâm. Chồng nàng lại xem nàng như tấm kim bài hộ thân, uy hiếp ngược trở lại Nhạc Bất Quần.
Nhạc Linh San là hình mẫu của một thiên kim tiểu thư con nhà võ, được chiều chuộng, kiến thức không rộng, linh tính không sâu quá nửa, có tính kiêu ngạo tùy tiện, ưa cảm giác mới lạ và rất hiếu thắng. Nàng lớn lên và được xem như công chúa của Hoa Sơn, thường được mọi người gọi là Tiểu sư muội. Từ nhỏ, nàng thân thiết với Lệnh Hồ Xung, người hết mực thương yêu và chiều chuộng nàng. Cả hai dù chưa ngỏ lời và ước hẹn nhưng đã ngầm hiểu tình cảm trong lòng nhau, thậm chí còn cùng nhau luyện riêng một thứ kiếm pháp rất đẹp nhưng cũng dễ tan vỡ tên là Xung Linh kiếm pháp. Tình yêu của hai người từng khiến tiểu ni cô Nghi Lâm bất chợt nổi cơn ghen khi nghe Lệnh Hồ Xung thao thao bất tuyệt kể về "tiểu sư muội" khả ái của mình. Khi Lệnh Hồ Xung bị nội thương do sáu người Đào cốc lục tiên gây ra, Nhạc Linh San còn không quản ngại lấy trộm bí kíp "Tử Hà thần công" của cha mình đưa cho chàng luyện để giúp chàng trị bệnh.
Thế nhưng tình cảm của Nhạc Linh San với Lệnh Hồ Xung đã chính thức thay đổi khi chàng trai Lâm Bình Chi gia nhập phái Hoa Sơn. Theo Trần Mặc, sở dĩ Nhạc Linh San dù ban đầu yêu Lệnh Hồ Xung nhưng sau đó chuyển sang yêu Lâm Bình Chi là do Lâm Bình Chi sau khi trải qua thảm kịch gia đình tan nát thì tính cách thay đổi hẳn, trở nên hướng nội thâm trầm, già trước tuổi, khác hẳn với một Lệnh Hồ Xung tính cách lãng mạn, "thiếu đứng đắn". Nhạc Linh San ban đầu chỉ coi Lâm Bình Chi là "đệ tử", nhưng sau này càng lúc càng ngưỡng mộ. Nguyên do một phần là Lâm Bình Chi muốn sớm báo thù rửa hận nên lúc nào cũng hăng say luyện tập võ công, luôn luôn học hỏi nàng, không nghĩ ngợi chuyện gì khác. Chính điều đó đã kích thích sự tò mò và ý muốn chinh phục của Nhạc Linh San, đồng thời cũng khiến nàng kinh ngạc phát hiện thêm nhiều cái mới ở Lâm Bình Chi. Nguyên nhân sâu xa hơn, tính cách của Lâm Bình Chi vừa hay phù hợp với tiêu chuẩn thẩm mỹ của Nhạc Linh San. Tính cách nho nhã thanh lịch, con nhà quyền thế, nghiêm trang đạo mạo, trầm mặc ít nói nhưng trong lòng thì rất mưu mô xảo quyệt giống hệt tính cách của Nhạc Bất Quần mà nàng một lòng tôn sùng. Nàng đã có một khoảng thời gian vui vẻ, hạnh phúc bên Lâm Bình Chi khi được đáp trả tình cảm.
Sau khi Lệnh Hồ Xung bị Nhạc Bất Quần gán cho toàn bộ tội danh xấu xa, Nhạc Linh San đã thực sự yêu Lâm Bình Chi chân thành, sâu đậm, thậm chí còn ngỏ ý giúp chàng báo thù nhà. Và Nhạc Bất Quần đã khéo léo xe duyên con gái mình với Lâm Bình Chi, mục đích cũng là để che mắt việc chiếm đoạt Tịch tà kiếm phổ của mình.
Sự bất hạnh bắt đầu đến với Nhạc Linh San khi Lâm Bình Chi khám phá ra âm mưu của Nhạc Bất Quần. Lâm Bình Chi sau đó đã cố công đoạt lại Tịch tà kiếm phổ, đồng thời đã "dẫn đao tự cung" - tự thiến mình để luyện Tịch tà kiếm pháp. Thậm chí Lâm Bình Chi còn nghi ngờ Nhạc Linh San tiếp cận mình là vì mục đích muốn ăn trộm kiếm phổ cho cha nàng, khiến cho Nhạc Linh San làm vợ mà không được hưởng niềm hạnh phúc chăn gối của vợ chồng, bên ngoài nàng giả mặt hạnh phúc để yên lòng cha mẹ, nhưng trong lòng thì bao nỗi băn khoăn dày vò tâm trí, khiến nàng hết sức đau khổ muộn phiền.
Sau khi Nhạc Bất Quần giành chiến thắng trong đại hội hợp nhất Ngũ Nhạc kiếm phái, Lâm Bình Chi thì thành công trong việc trả thù nhà bằng việc giết chết Dư Thượng Hải, Mộc Cao Phong, đồng thời cũng bị mù, Nhạc Linh San đã được Lâm Bình Chi cho biết toàn bộ sự thật về cha mình và chồng mình - những người đàn ông không đầy đủ. Dù rất đau lòng trước sự thực này, tình yêu của Nhạc Linh San dành cho Lâm Bình Chi vẫn không hề thay đổi, nàng còn tình nguyện đi theo chăm sóc chàng suốt đời. Lâm Bình Chi đã dự đoán và lo sợ Nhạc Bất Quần sẽ tìm mình để diệt khẩu khi chàng đã biết được bí mật của ông ta, Nhạc Linh San muốn cùng Lâm Bình Chi tìm nơi ẩn thân nhưng Lâm Bình Chi lại muốn toan tính đối phó với Nhạc Bất Quần đến cùng. Nhạc Linh San rơi vào tình cảnh đau khổ nhất trên đời vì không thể lựa chọn bỏ mặc cha hoặc bỏ mặc chồng, nàng cũng không thể theo cha mà cũng không thể theo chồng nên đã quyết ý xuống tóc đi tu để đoạn tuyệt tất cả những khổ đau về tình yêu, gia đình.
Sau khi nghe lời thuyết phục của Lao Đức Nặc liên kết với Tả Lãnh Thiền để đấu với Nhạc Bất Quần, Lâm Bình Chi trái tim còn lạnh hơn cả băng giá đã nhẫn tâm giết chết Nhạc Linh San để lấy lòng Tả Lãnh Thiền. Trước khi chết, Linh San còn trăn trối với Lệnh Hồ Xung nhờ chiếu cố và bảo vệ cho Lâm Bình Chi, vì y giờ đã bị đui mù và trơ trọi. Lệnh Hồ Xung nhận lời và Nhạc Linh San yên lòng nhắm mắt.
Ở đoạn kết của Tiếu ngạo giang hồ, khi Lệnh Hồ Xung cùng Nhậm Doanh Doanh đột nhập Hoa Sơn thăm lại phòng của Nhạc Linh San, cả hai đã đọc được một đoạn thơ trong bài Hòa Hàn lục sự tống cung nhân nhập đạo của Lý Thương Ẩn, do Nhạc Linh San họa trên tường trong phút bộc lộ cảm xúc khi chứng kiến cảnh người chồng mới cưới của mình hờ hững với tình chăn gối:
"Phụng nữ điên cuồng thành cửu biệt
Nguyệt nga sương độc hảo đồng du
Đương thì nhược ái Hàn công tử
Mai cốt thành hôi hận vị hưu"
Câu thơ này khiến cho nhiều nhà phê bình văn học băn khoăn về việc thực chất nàng yêu Lâm Bình Chi hay yêu Lệnh Hồ Xung? Vì theo cách hiểu của hai câu thơ cuối, có thể nàng đã hối tiếc khi lấy phải người chồng bạc hãnh và tiếc nuối cho mối tình xưa.
- Chuyển thể:

Thích Mỹ Trân (1984),
Trần Thiếu Hà (1996),
Lý Cẩm Mai (2000),
Miêu Ất Ất (2001),
Dương Dung (2013),

## Nhân vật phụ

### Lâm Bình Chi
Lâm Bình Chi (林平之 - Lin Pingzhi) là con trai duy nhất của Lâm Chấn Nam, tổng tiêu đầu của Phước Oai tiêu cục đóng tại thành Phúc Châu (Phúc Kiến), truyền nhân của dòng họ mang bí kíp kiếm thuật Tịch tà kiếm phổ, gia cảnh giàu có. Bản thân Kim Dung cũng dành nhiều từ ngữ để miêu tả vẻ đẹp trung tính của Lâm Bình Chi như thế này: “Mi thanh mục tú, thật là tuấn mỹ”, “Văn nhược mỹ thiếu niên, còn đẹp hơn tân nương“. Vì khát khao muốn trả thù cho cha mẹ nên đã "dẫn đao tự cung" để luyện Tịch tà kiếm pháp, từ chối người vợ hết lòng yêu mình là Nhạc Linh San. Lâm Bình Chi là nạn nhân của chính trị giang hồ, bị tan cửa nát nhà vì tranh chấp của giang hồ, hủy hoại bản thân vì thù hận.
Thật ra con người Lâm Bình Chi không phải xấu xa, trái lại còn là một nam tử hán có cốt cách. Một lần khi đi săn ở trong rừng, chàng đã vì nghĩa hiệp, cứu cô gái bán rượu xấu xí (là Nhạc Linh San đóng giả) khỏi sự khả ố của bọn đệ tử phái Thanh Thành. Lâm Bình Chi đã vô tình giết con trai của Dư Thượng Hải, chưởng môn phái Thanh Thành, vì thế phái này dưới sự chỉ huy của Thanh Thành tứ tú, đã mượn cớ kéo đến tàn sát toàn bộ Phước Oai tiêu cục, bắt cha mẹ của chàng đi. Trên thực tế, việc trả thù cho con trai của Dư Thượng Hải chỉ là cớ nhỏ, thực chất Dư Thượng Hải muốn chiếm đoạt bí kíp Tịch tà kiếm phổ lưu truyền từ tổ tiên của Lâm Bình Chi là Lâm Viễn Đồ - người từng sử dụng 72 đường Tịch tà kiếm pháp tuyệt diệu đánh bại sư phụ của Dư Thượng Hải là Trương Thanh Tử.
Lâm Bình Chi đã lưu lạc giang hồ để cứu cha mẹ nhưng không thành, cha mẹ chàng lại bị bọn Dư Thượng Hải tra khảo đến bị thương nặng, và cuối cùng bị Tái Bắc minh đà Mộc Cao Phong sát hại. Trước khi chết, họ đã nhờ Lệnh Hồ Xung chuyển lời đến con trai mình về báu vật truyền đời của tổ tiên nhà họ Lâm và cấm không được mở ra xem. Đây chính là bí kíp Tịch tà kiếm phổ mà tổ tiên dòng họ Lâm không muốn con cháu mình luyện vì sẽ có hại cho bản thân.
Lâm Bình Chi vì khao khát báo thù cho cha mẹ nên cam tâm tình nguyện đầu nhập phái Hoa Sơn làm đệ tử Nhạc Bất Quần - nhưng kỳ thực đây là một cái bẫy rất cao đã được giương sẵn. Trên thực chất, việc Lâm Bình Chi gia nhập Hoa Sơn là một tính toán trước của Nhạc Bất Quần. Ông ta đã tạo ra các cơ hội để anh chàng này đầu quân cho mình, lại dùng con gái mình để thu hút Lâm Bình Chi, mục đích cuối cùng là để Lâm Bình Chi tiết lộ nơi giấu Tịch tà kiếm phổ một cách hợp pháp.
Sau này hai người Lâm Bình Chi, Nhạc Linh San tìm thấy kiếm phổ giấu trong áo cà sa, chiếc áo này lại bị cướp bởi hai cao thủ phái Tung Sơn. Lệnh Hồ Xung đã theo dõi và đánh bại hai cao thủ để lấy lại, nhưng chàng cũng bị thương nặng ngất đi nên kiếm phổ đã lọt vào tay Nhạc Bất Quần mà không ai hay biết. Nhạc Bất Quần còn nhân cơ hội đó đổ tội cho Lệnh Hồ Xung giấu Tịch tà kiếm phổ.
Lâm Bình Chi sau khi phát hiện ra âm mưu của Nhạc Bất Quần thì đã âm thầm theo dõi, lấy lại được kiếm phổ sau khi chiếc áo cà sa bị Nhạc Bất Quần vứt xuống vực. Lâm Bình Chi ngay lập tức "dẫn đao tự cung" để luyện Tịch tà kiếm pháp, mặc dù đã cưới Nhạc Linh San nhưng lại để nàng một mình không quan tâm đến. Thậm chí Lâm Bình Chi còn tỏ ra lạnh nhạt và đối xử rất tệ với nàng, ghen tức với Lệnh Hồ Xung, với Xung Linh kiếm pháp. Sau đó Lâm Bình Chi đã dùng Tịch tà kiếm pháp trả thù và giết chết Dư Thượng Hải cùng Thanh Thành tứ tú (những người đã dẫn đầu nhóm tàn sát Phước Oai tiêu cục), đồng thời giết luôn Mộc Cao Phong, kẻ đã ép chết cha mẹ chàng. Nhưng kết cục, Lâm Bình Chi bị trúng nước độc của Mộc Cao Phong nên mù cả hai mắt.
Trên đường trở về cùng Nhạc Linh San, Lâm Bình Chi đã bộc lộ hết tâm tư của mình, vạch trần bộ mặt thật của Nhạc Bất Quần, từ chối làm chồng Nhạc Linh San dù Nhạc Linh San hết lòng yêu và tình nguyện theo chàng. Vì lo sợ Nhạc Bất Quần, Lâm Bình Chi đã nghe theo Lao Đức Nặc đến đầu quân cho Tả Lãnh Thiền, kẻ bại trận dưới tay Nhạc Bất Quần và cũng bị mù mắt. Để lấy lòng Tả Lãnh Thiền, Lâm Bình Chi đã ra tay giết Nhạc Linh San và bỏ trốn.
Kết cục, Lâm Bình Chi cùng Tả Lãnh Thiền đều bị Lệnh Hồ Xung dùng Độc cô cửu kiếm đánh bại trong hậu động Hoa Sơn, dù chúng đã dùng mưu kế bịt kín động để đánh nhau trong bóng tối. Tả Lãnh Thiền thì bị giết, còn Lâm Bình Chi bị bắt sống và bị giam giữ dưới thiết lao dưới đáy Tây Hồ, nơi lúc trước giam giữ Nhậm Ngã Hành.
- Chuyển thể:

Hà Bửu Sinh (1996),
Châu Sơ Minh (2000),
Lý Giải (2001),
Trần Hiểu (2013),

### Nghi Lâm
Nghi Lâm (儀琳, Yi Lin) là một tiểu ni cô tu hành, đệ tử của Định Dật sư thái của phái Hằng Sơn (một trong Ngũ nhạc kiếm phái, đóng ở trên dãy Bắc nhạc Hằng Sơn tỉnh Sơn Tây, Trung Quốc). Tuy là ni cô nhưng nàng rất xinh đẹp, thanh tú tuyệt tục, hồn nhiên chân thật và đặc biệt là có tâm hồn trong sáng thuần khiết cùng với trái tim nhân hậu nơi cửa Phật. Cô là người đã có một mối tình câm lặng đặc biệt với chàng lãng tử Lệnh Hồ Xung.
Nghi Lâm có cha là một hòa thượng (pháp danh là Bất Giới), mẹ là một ni cô (không rõ tên thật, thường gọi là Á bà bà). Theo lời kể của Bất Giới thì trước ông ta là một đồ tể. Ông gặp mẹ của Nghi Lâm, lúc đó bà là một ni cô, và đã ngay lập tức đem lòng yêu ni cô này. Sau nhiều lần theo đuổi, ni cô này vẫn từ chối tình yêu của ông vì cho rằng Bồ Tát sẽ trừng phạt, đày bà xuống 18 tầng địa ngục nếu phá giới. Và thế là Bất Giới đã tình nguyện xuất gia làm hòa thượng để được cưới ni cô, với quan điểm: nếu thế thì ông sẽ cùng với bà gánh chịu hình phạt của Bồ Tát (vì ông cũng là đệ tử nhà Phật). Nghi Lâm là kết quả của tình yêu này. Hai vợ chồng Bất Giới vừa tu hành, vừa sống hạnh phúc bên nhau. Nhưng trớ trêu thay, bà vợ ni cô của Bất Giới lại là một người có máu ghen đặc biệt (Lệnh Hồ Xung từng nhận xét bà là "giấm chua"). Khi nhìn thấy chồng mình đang nói chuyện với một người phụ nữ khác (suy luận theo lời kể của Bất Giới thì đó là Ninh Trung Tắc, vợ của Nhạc Bất Quần), bà này đã ngay lập tức bỏ chồng và con gái đi biệt tích, nhưng thực chất đã cải trang làm một bà già câm điếc trú trên đỉnh Hằng Sơn. Bất Giới gửi con gái vào Hằng Sơn, lang thang khắp nơi tìm vợ nhưng vô vọng. Sau này, nhờ Lệnh Hồ Xung giúp đỡ, hai vợ chồng ông đã được đoàn tụ.
Trong một lần xuống núi Hành Sơn (dự lễ từ giã giang hồ của Lưu Chính Phong), Nghi Lâm bị Điền Bá Quang, kẻ được mệnh danh là Hái hoa dâm tặc bắt và định hãm hiếp. Khi Điền Bá Quang mang Nghi Lâm vào hang núi định giở trò đồi bại thì Lệnh Hồ Xung xuất hiện, xả thân mình cứu cô. Lệnh Hồ Xung đã dùng mưu trí thắng cuộc Điền Bá Quang để buộc hắn buông tha Nghi Lâm, đồng thời phải nhận Nghi Lâm làm sư phụ. Nhưng cũng vì thế mà Lệnh Hồ Xung bị thương nặng và bị La Nhân Kiệt ám hại. Nghi Lâm tưởng Lệnh Hồ Xung đã chết khi bị hai ông cháu Khúc Dương, Khúc Phi Yên cướp mất xác. Sau tai nạn này, Nghi Lâm đã thầm yêu Lệnh Hồ Xung, một tình cảm mới lạ đã cho nàng những xúc cảm dịu dàng, thậm chí còn khóc vì ghen khi nghe Lệnh Hồ Xung kể về mối tình si với tiểu sư muội của mình. Nghi Lâm đã tương tư Lệnh Hồ Xung đến mức héo hon sầu muộn, nhưng lại luôn cầu chúc cho tình yêu của người sư huynh này. Nghi Lâm không chỉ yêu mà còn tỏ ra là một người thấu hiểu nỗi lòng, bản tính và ước muốn của Lệnh Hồ Xung. Đồng thời cô cũng là người luôn ủng hộ, tin tưởng mọi hành động, ứng xử của Lệnh Hồ Xung. Ngay cả khi Lệnh Hồ Xung bị Nhạc Bất Quần vu oan, mang tiếng xấu ở khắp bạn hữu giang hồ thì cô vẫn luôn tin vào Lệnh sư huynh, và luôn cầu Bồ Tát phù hộ cho chàng.
Nghi Lâm còn dành cho Lệnh Hồ Xung một sự quan tâm thầm lặng như một người vợ luôn dõi theo từng bước chân của chồng mình. Đoạn mô tả cuộc tỷ đấu đoạt chức Minh chủ Ngũ Nhạc Phái thể hiện rất rõ mối quan tâm thầm lặng này của cô:
"Lúc này trên đỉnh núi Tung Sơn mấy ngàn người đều chăm chú theo dõi cuộc tỷ võ trên Phong thiền đài. Chỉ có cặp mắt của Nghi Lâm là thủy chung vẫn dán chặt vào Lệnh Hồ Xung ngoài ra nàng chẳng quan tâm đến chuyện chi hết".
Có như vậy nên khi đó lúc Lệnh Hồ Xung đột nhiên đứng dậy thì "một cánh tay mềm mại nhỏ bé đưa ra đỡ dưới nách chàng mà chàng cũng không hay biết" và "cả cặp mắt dịu dàng ngó thẳng vào mặt chàng, chàng cũng chẳng nhìn thấy". Sau này, khi biết về tình yêu giữa Lệnh Hồ Xung và Nhậm Doanh Doanh, cô cũng vẫn hết lòng ủng hộ họ dù trong lòng đầy đau khổ. Chứng kiến con mình héo hon sầu muộn vì tương tư, Bất Giới hòa thượng đã không ngần ngại yêu cầu hết Điền Bá Quang đến Đào cốc lục tiên đi tìm Lệnh Hồ Xung về. Thậm chí xuất lực tự thân cùng Nghi Lâm đi tìm Lệnh Hồ Xung. Những hành động này vô tình tạo ra biết bao sóng gió cho Lệnh Hồ Xung.
Khi Lệnh Hồ Xung trở thành chưởng môn phái Hằng Sơn, Nghi Lâm càng bị lún sâu vào tương tư trong mối tình câm lặng không nói nên lời. Cô đã đêm đêm tâm sự với Á bà bà (Thực ra, người này chính là mẹ của Nghi Lâm, giả làm người câm điếc để tránh Bất Giới) về mối tình của cô, về những ước mong cho Lệnh Hồ Xung. Sau này, khi Nghi Lâm giết Nhạc Bất Quần - kẻ đã ám hại các vị Định Dật và Định Nhàn sư thái của Hằng Sơn, mọi người đã ủng hộ cô làm chưởng môn. Nhưng Nghi Lâm đã nhất quyết từ chối, nhường ngôi vị cho Nghi Thanh, còn mình thì nhất tâm kinh sách, ngày ngày sống trong mối tình câm lặng. Mối tình của Nghi Lâm chỉ có một chiều mà không cần đáp lại, chỉ mong những điều tốt đẹp sẽ đến với người mình yêu, có phần tuyệt vọng, đượm buồn, đầy sự hy sinh và vô cùng thanh khiết của cõi niết bàn. Nàng tu hành với tâm trạng không thể nào yên, với cái số phận không bao giờ được tự làm chủ, với cái vết thương lòng không cách gì chữa khỏi.
Nhà thơ, dịch giả Nguyễn Tôn Nhan cảm khái Nghi Lâm:
"Chuông khuya dẫn mối sầu về
Giọt buồn ai để rơi nhòe trang kinh
Chao ơi! Sư nữ đa tình"
Nghi Lâm là một nhân vật được tác giả Kim Dung dành cho nhiều tình cảm ưu ái mặc dù chuyện tình của cô kết thúc dở dang.
Nhân vật Nghi Lâm được các diễn viên Isabella Wong đóng năm 1984, Hà Mĩ Điền đảm nhiệm năm 1996, Thái Xán Đắc trong bản năm 2000, Tăng Thi Mai trong phiên bản cùng năm 2000 của Singapore, Trần Lệ Phong trong bản năm 2001 và Đặng Sa trong phim năm 2013.

### Nhạc Bất Quần
Nhạc Bất Quần là chưởng môn phái Hoa Sơn trong Ngũ Nhạc kiếm phái. Nhạc Bất Quần đã dẫn đao tự cung (tự thiến) để luyện Tịch Tà kiếm pháp. Lão đã bày mưu kế để lấy trộm Tịch Tà kiếm phổ rồi đổ mọi tội lỗi lên đầu đại đệ tử của mình là Lệnh Hồ Xung, sau đó âm thầm luyện tập với âm mưu lớn nhất trong đời lão là lên làm minh chủ Ngũ nhạc kiếm phái sau khi Ngũ nhạc kiếm phái được hợp nhất. Nhạc Bất Quần được gọi là "Quân Tử Kiếm", miệng nói điều nhân nghĩa lễ trí tín, không tranh với đời nhưng thực sự lại là một kẻ "ngụy quân tử", nhiều mưu mô, lão luyện già đời.
Truyện miêu tả Nhạc Bất Quần xuất hiện lần đầu tiên là một thư sinh mặc áo bào xanh, tay phe phẩy quạt lông (dấu hiệu của phong cách tiêu sái), do luyện Tử hà thần công nên trạc khoảng 40 tuổi mặc dù lúc đó đã ngoài 60. Vợ Nhạc Bất Quần là Ninh Trung Tắc - một nữ hiệp thực sự, trái ngược với chồng. Hai người có một người con gái là Nhạc Linh San.
Tên "Nhạc Bất Quần" nguyên nghĩa là "không chơi với ai" nhưng lại có rất nhiều bạn bè. Nhạc Bất Quần tự nhận là dòng dõi Nhạc Phi đời Tống.
Nhạc Bất Quần cuối cùng bại trận dưới Độc cô cửu kiếm của Lệnh Hồ Xung, bị buộc uống Tam thi não thần đan, bị chết dưới tay ni cô Nghi Lâm phái Hằng Sơn, y là đại diện tiêu biểu của những kẻ tiểu nhân, ngụy quân tử, tham vọng quyền lực chính trị.
- Chuyển thể:

Vương Vĩ (1996), Trịnh Quốc Bình (2000), Nguy Tử (2001), Huỳnh Văn Hào (2013)

### Nhậm Ngã Hành
Nhậm Ngã Hành (chữ Hán: 任我行, Bính âm: Ren Wo Xing), là tên một nhân vật trong tiểu thuyết Tiếu ngạo giang hồ của nhà văn Kim Dung, có ngoại hiệu là Vọng Phong Nhi Đào. Ông là cha của Nhậm Doanh Doanh và là giáo chủ Nhật nguyệt thần giáo, ngoài ra còn sáng lập món võ công mà khắp giang hồ khiếp sợ: Hấp tinh đại pháp. Cái tên "Ngã Hành" có nghĩa là "làm theo ý mình".
Nhậm Ngã Hành xuất hiện từ giữa cuốn tiểu thuyết, nhưng là một nhân vật quan trọng trong bộ truyện với giấc mộng thống nhất võ lâm, xưng bá thiên hạ. Cách xuất hiện của ông khá ly kỳ, ban đầu là bằng một giai thoại trong võ lâm: Một nhân vật võ công cái thế nhưng làm điều càn quấy, bị bọn đàn em lật đổ và nhốt vào ngục tối dưới Cô Mai sơn trang. Về sau, thuộc hạ thân cận của Nhậm Ngã Hành là Hướng Vấn Thiên đã tìm cách lừa cho Lệnh Hồ Xung vào trong ngục để giải thoát Nhậm Ngã Hành, cuối cùng mục đích của y cũng thành công: Lệnh Hồ Xung bị nhốt lại trong ngục còn Nhậm Ngã Hành giả làm Lệnh Hồ Xung để trốn thoát.
Rời khỏi ngục tối, Nhậm Ngã Hành cùng Hướng Vấn Thiên ra sức gây dựng lại thế lực. Nhậm Ngã Hành ban đầu rất thích Lệnh Hồ Xung do y tài giỏi và đã cứu sống ông, nhưng về sau lại chuyển thành bực bội, vì Lệnh Hồ Xung không chịu gia nhập Nhật Nguyệt thần giáo ngay cả khi ông đồng ý gả con gái và có ý sẽ để hắn tiếp nhiệm ngôi giáo chủ trong tương lai. Cuối cùng hai người thành hai phe đối lập, lãnh đạo hai thế lực lớn để chống đối nhau. Lệnh Hồ Xung đại diện cho chính nghĩa với sự hỗ trợ của các phái Thiếu Lâm, Võ Đang và Ngũ Nhạc kiếm phái, chỉ mong hai bên hòa giải nhưng không thể được. Khi hai phe đang chuẩn bị lực lượng cho một cuộc giao chiến lớn thì bất ngờ, Nhậm Ngã Hành, trong lúc cười lớn vì quá hứng khởi với giấc mộng bá chủ, bị thổ huyết mà chết.
Nhậm Ngã Hành cùng Tả Lãnh Thiền, Nhạc Bất Quần tượng trưng cho những người có hùng tâm thâu tóm thiên hạ vào tay, nhưng ba người có những cách hành động khác nhau. Nhạc Bất Quần thì giả mặt quân tử để được lòng giới võ lâm, trong khi sử hết các chiêu gian xảo để triệt hạ từng người. Tả Lãnh Thiền cũng vậy nhưng mưu trí thua xa Nhạc Bất Quần, cuối cùng bị Nhạc Bất Quần làm mù mắt, phải chết dưới tay Lệnh Hồ Xung.
Còn Nhậm Ngã Hành thì cơ mưu thâm trầm, lạnh lùng theo bản ý hành động, không sợ trời, không sợ đất. Nhậm Ngã Hành được nhận xét "là một nhân tài trăm năm hiếm có trong võ lâm, mới chỉ trong khoảnh khắc mà lão đã trù bị xong kế hoạch tiêu diệt hai đại kình địch là Thiếu Lâm và Võ Đang". Và nếu như không có cái chết "vô tình" của Nhậm Ngã Hành thì chỉ sợ giấc mộng bá chủ võ lâm của lão đã thành hiện thực.
Nhưng cuối cùng thì cả ba người đều chết nhưng có lẽ Nhậm Ngã Hành không bị ghê tởm như hai người kia, vì sống thật với bản chất. Nhìn khách quan, có thể nói họ tuy là vai phụ nhưng đều để lại những ấn tượng sâu sắc, khiến bộ truyện trở nên phong phú, sinh động. Họ là phương tiện để Kim Dung nâng cao kịch tính nhưng cũng là để đề cao triết lý Lão - Trang, phê phán chí bá vương.
Khi nhận xét với "Quân Tử Kiếm" Nhạc Bất Quần, Nhậm Ngã Hành có một câu nói nổi tiếng:
"Ðối phó với kẻ chân tiểu nhân là một chuyện dễ, nhưng đối phó với người "ngụy" quân tử thật khiến cho người ta phải điên đầu."
- Chuyển thể:

La Lạc Lâm (1996), Lưu Khiêm Ích (2000), Lã Hiểu Hòa (2001), Hắc Tử (2013)

### Lưu Chính Phong
Lưu Chính Phong (劉正風 - Liu Zhengfeng) là sư đệ của chưởng môn nhân phái Hành Sơn Mạc Đại tiên sinh, là một cao thủ kiếm thuật đồng thời là một nghệ sĩ thổi tiêu. Ông kết bạn với Khúc Dương, trưởng lão Nhật Nguyệt thần giáo vì cùng niềm đam mê âm nhạc, cả hai cùng sáng tác khúc "Tiếu ngạo giang hồ", là bản nhạc xuyên suốt tác phẩm. Lưu Chính Phong xuất hiện rất ngắn nhưng đóng vai trò quan trọng trong việc tạo ra các tình tiết chính của tác phẩm. Khác với sư huynh của mình là Mạc Đại tiên sinh luôn xuất hiện với bộ dạng một ông lão rách rưới, lang thang khất thực với một cây đàn tấu lên khúc nhạc thê lương ảo não, Lưu Chính Phong lại là một điền chủ giàu có, nhà cao cửa rộng.
Theo lời kể của khách giang hồ, Lưu Chính Phong nổi danh với 36 đường Hồi phong lạc nhạn kiếm, một đường kiếm chém đứt cổ ba con nhạn lớn. Và trong cuộc chiến với các cao thủ phái Tung Sơn ở cuộc rút lui giang hồ của ông, Lưu Chính Phong cũng chứng tỏ trình độ võ thuật siêu đẳng khi một chiêu bắt sống cao thủ Tung Sơn để khống chế các cao thủ khác. Lưu Chính Phong - đại diện cho chính phái, đã gặp Khúc Dương, trưởng lão "Ma giáo" - đại diện cho tà phái (theo quan niệm giang hồ khi đó), hai tâm hồn đã gặp nhau ở tấm lòng khoáng đạt, nhân hậu, yêu âm nhạc và nhanh chóng trở thành bạn tri kỉ của nhau. Lưu Chính Phong là cao thủ thổi tiêu, Khúc Dương là cao thủ chơi thất huyền cầm. Cả hai đã cùng nhau sáng tác khúc Tiếu ngạo giang hồ bi tráng, là bản nhạc cầm tiêu hợp tấu tuyệt đỉnh. Bản nhạc vừa mô tả những đâm chém đau thương trên giang hồ, nhưng cũng lại mang tấm lòng khoáng đạt của những con người yêu tự do và mong ước hòa bình cho giang hồ.
Theo phiên bản cũ trước khi Kim Dung sửa đổi, Khúc Dương và Lưu Chính Phong đã đi đào các ngôi mộ cổ để tìm khúc Quảng lăng của Kê Khang (nhạc sĩ cuối đời Tam Quốc) đã bị thất truyền, sau đó dựa trên khúc phổ này để sáng tác nên khúc Tiếu ngạo giang hồ. Có thể nói khúc Tiếu ngạo giang hồ là một bản hùng ca, ca ngợi tự do và mong ước hòa bình cho giang hồ. Chỉ có ba người được chứng kiến hai người lần cuối cùng cầm tiêu hợp tấu bản nhạc này là Lệnh Hồ Xung, Nghi Lâm và Khúc Phi Yên, cháu gái Khúc Dương.
Hiểu được việc môn phái khó dung cho tình bạn hai người, Lưu Chính Phong đã làm lễ rửa tay chậu vàng, phong đao quy ẩn, rút lui khỏi giang hồ để cùng tri kỉ ngao du. Nhưng kế hoạch của ông đã bị Tả Lãnh Thiền phát hiện và phá hoại. Y đã sai tay chân đến phá hoại lễ rút lui giang hồ của ông, đem tính mạng của cả nhà Lưu Chính Phong và các đệ tử ép ông dừng việc này lại, đồng thời bắt Lưu Chính Phong phải giết chết Khúc Dương vì cho rằng ông này là Ma giáo xấu xa. Lưu Chính Phong đã khẳng khái từ chối, và phái Tung Sơn đã tàn sát cả gia đình Lưu Chính Phong, sau đó lại đánh cả Lưu Chính Phong và Khúc Dương bị thương nặng. Trước đó, chúng còn hạ nhục Lưu Chính Phong bằng việc bắt cậu con trai nhỏ của Lưu Chính Phong quỳ gối cầu xin - biểu thị của sự hèn nhát - một điều tối kị của võ lâm.
Lưu Chính Phong và Khúc Dương chạy đến núi Hành Sơn, dùng chút tàn lực cuối cùng tấu bản nhạc Tiếu ngạo giang hồ một lần cuối cùng rồi bình thản bên nhau đi vào cõi vĩnh hằng. Trước khi chết, cả hai đã cầu xin Lệnh Hồ Xung đem khúc nhạc này truyền đến một truyền nhân xứng đáng để khúc nhạc tuyệt diệu không bị thất truyền. Họ không thể ngờ Lệnh Hồ Xung lại chính là một truyền nhân xứng đáng nhất của khúc nhạc đó.
Một điều mà giang hồ luôn bàn tán và đồn đại là mối bất hòa giữa hai sư huynh đệ Lưu Chính Phong - Mạc Đại. Người ta nhìn vào gia cảnh đối nghịch của hai người để đồn rằng Mạc Đại ghen tị với sư đệ của mình do tài năng kiếm thuật kém xa sư đệ của mình. Nhưng thực tế Mạc Đại đã biểu diễn đường kiếm tuyệt diệu trong quán rượu, một kiếm lia đứt 7 chén rượu, chứng tỏ lời đồn đó là không có căn cứ.
Khi Lưu Chính Phong và Khúc Dương đang dùng tàn lực cuối cùng để chống lại sự tàn sát của Đại tung dương thủ Phí Bân với 5 người không còn khả năng kháng cự là Lưu Chính Phong, Khúc Dương, Lệnh Hồ Xung, Nghi Lâm và Khúc Phi Yên, Mạc Đại đã xuất hiện giết chết Phí Bân, bảo vệ 5 người, sau đó lại lặng lẽ biến mất với khúc Tiêu tương dạ vũ bi thương. Và Lưu Chính Phong đã tiết lộ cho những người xung quanh rằng huynh đệ của họ sở dĩ không hợp nhau là do bất đồng về sở thích âm nhạc. Lưu mê thổi tiêu, và âm nhạc của Lưu có xu hướng tươi vui ngạo nghễ (tiêu biểu là khúc Tiếu ngạo giang hồ), trong khi Mạc Đại mê chơi hồ cầm, âm nhạc của Mạc Đại lại mang đầy chất bi ai, thương cảm (khúc Tiêu tương dạ vũ).
- Chuyển thể:

Lê Diệu Tường (1996), Tu Tông Địch (2001), Hoắc Chính Ngạn (2013)

### Phong Thanh Dương

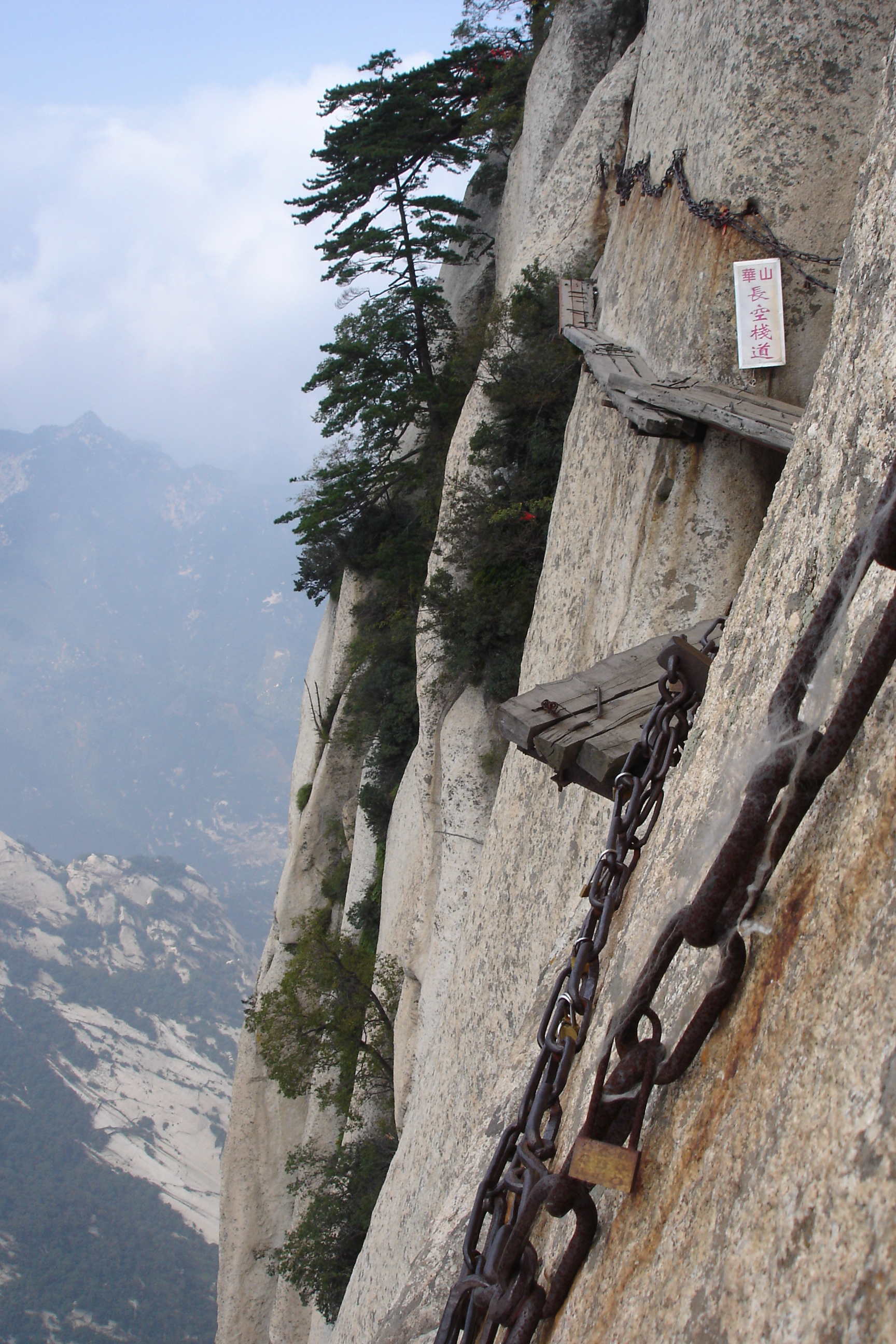
Đường lên núi Hoa Sơn, nơi trú ẩn của Phong Thanh Dương

Phong Thanh Dương (風清揚 - Feng Qingyang) là thái sư thúc (sư đệ của thầy dạy của thầy) của chưởng môn phái Hoa Sơn Nhạc Bất Quần, và là thái sư thúc tổ của Lệnh Hồ Xung. Phong Thanh Dương ẩn cư trên Ngọc Nữ phong của Hoa Sơn và chỉ xuất hiện một lần, truyền thụ bí kíp Độc cô cửu kiếm cho Lệnh Hồ Xung, sau đó không xuất hiện và chỉ được biết đến qua những lời ca tụng của các nhân vật khác về tài năng và nhân phẩm của ông, ông cũng ngầm giúp Lệnh Hồ Xung qua việc gửi thư xin Phương Chứng đại sư chiếu cố Lệnh Hồ Xung.
Phong Thanh Dương là đại diện của phe "Kiếm tông" trong phái Hoa Sơn, bản tính phóng khoáng, thích tự do, ghét các lề luật, quy củ giang hồ. Ông là người nắm bí kíp Độc cô cửu kiếm từ Độc Cô Cầu Bại. Khi còn trẻ, Phong Thanh Dương qua lại giang hồ và là một kiếm thủ bậc nhất ít người bì kịp, được đồng đạo giang hồ khâm phục cả về tài năng và nhân phẩm của ông. Vốn không ham đấu đá trành giành nên ông ẩn cư trong hậu động trên Ngọc Nữ phong, nhờ đó thoát khỏi kiếp nạn huynh đệ tương tàn trong phái Hoa Sơn do mâu thuẫn giữa hai phe Kiếm tông và Khí tông. Cũng khi ẩn cư, Phong Thanh Dương đã giảng giải nguyên lý dĩ vô chiêu thắng hữu chiêu của Độc cô cửu kiếm cho Lệnh Hồ Xung. Đến cuối bộ truyện Tiếu ngạo giang hồ, cũng chỉ có Độc Cô Cầu Bại và Phong Thanh Dương được xác nhận là đủ khả năng sử dụng "Phá Khí Thức" để tranh hùng với cao thủ trong thiên hạ.
Nhà thơ, dịch giả Nguyễn Tôn Nhan cảm khái ông:
"Thần long rất mực phiêu bồng
Ngẫu nhiên về cõi trần hồng dạo chơi
Linh quang còn tỏa sáng ngời"
- Chuyển thể:

Bào Phương (1996), Vu Thừa Huệ (2001), Lương Gia Nhân (2013)

### Tả Lãnh Thiền
Tả Lãnh Thiền (左冷禪 - Zuo Lengchan) ban đầu được tôn xưng là Minh chủ của liên minh Ngũ Nhạc kiếm phái của năm phái võ trên các dãy núi của Ngũ Nhạc, các thành viên trong Ngũ Nhạc kiếm phái thường gọi Tả Lãnh Thiền là Tả Minh chủ. Tả Lãnh Thiền là người có khát vọng lớn muốn thống nhất Ngũ nhạc kiếm phái làm một phái duy nhất để làm đối trọng với Thiếu Lâm và Võ Đang. Y dùng những mưu gian kế hiểm để thôn tính dần dần các môn phái của Ngũ Nhạc kiếm phái nhưng cuối cùng đã thất bại và bị Lệnh Hồ Xung giết chết. Theo nhà nghiên cứu Trần Mặc, tại các cuộc tranh cãi ở quốc hội Việt Nam Cộng hòa trước kia, các nghị sĩ thường chỉ trích đối phương là "Nhạc Bất Quần" (ngụy quân tử) hoặc "Tả Lãnh Thiền" (kẻ có mưu đồ xác lập bá quyền).
Vào thời điểm xảy ra những diễn biến chính của câu chuyện Tiếu ngạo giang hồ, Tả Lãnh Thiền được tôn là Minh chủ của liên minh Ngũ Nhạc kiếm phái tạo nên bởi năm môn phái võ trên các dãy núi thuộc hệ thống Ngũ Nhạc là Đông nhạc Thái Sơn, Tây Nhạc Hoa Sơn, Nam Nhạc Hành Sơn, Bắc Nhạc Hằng Sơn và Trung Nhạc Tung Sơn. Tả Lãnh Thiền là chưởng môn nhân phái Tung Sơn đóng bản doanh trên đỉnh Thái Thất của Tung Sơn. Tả Lãnh Thiền là người ôm mộng lớn nhất thống giang hồ nhưng âm mưu quá lộ liễu nên lại bị chính đối thủ của ông ta là Nhạc Bất Quần lợi dụng.
Ở đầu tiểu thuyết, Tả Lãnh Thiền đã ngăn cản việc Lưu Chính Phong quy ẩn giang hồ, sử dụng tay chân khống chế và tàn sát toàn bộ gia đình cùng các đệ tử của Lưu Chính Phong khiến cả Lưu Chính Phong và Khúc Dương bị thương nặng mà chết, phái Hành Sơn từ đó suy tàn. Tiếp đến Tả Lãnh Thiền sử dụng những người đại diện trong phe "Kiếm tông" của Hoa Sơn (đã ly khai khỏi Hoa Sơn) để đòi lật đổ ghế chưởng môn của Nhạc Bất Quần, nhưng những người này bị thất bại sau khi giao đấu với Lệnh Hồ Xung và Đào cốc lục tiên. Khi Nhạc Bất Quần cùng phái Hoa Sơn đi lên Tung Sơn chất vấn, Tả Lãnh Thiền đã sử dụng đám tay chân là những nhân vật thuộc những người hắc ám trên giang hồ tấn công định tiêu diệt một mẻ phái Hoa Sơn nhưng một lần nữa lại bị thất bại vì một chiêu Độc cô cửu kiếm của Lệnh Hồ Xung. Đồng thời, nhân vật Lao Đức Nặc, đệ tử thứ hai của Nhạc Bất Quần chính là gián điệp của Tả Lãnh Thiền nằm vùng ở Hoa Sơn. Sau đó, Tả Lãnh Thiền dụ dỗ phái Hằng Sơn sát nhập với Tung Sơn, nhưng âm mưu này của Tả Lãnh Thiền cũng bị thất bại. Đối với phái Thái Sơn, Tả Lãnh Thiền dùng kế mua chuộc gây chia rẽ trong nội bộ, lôi kéo bọn tiền bối cũ Ngọc Cơ Tử, Ngọc Khánh Tử là sư thúc của Thiên môn đạo nhân (chưởng môn phái Thái Sơn) để những người này cướp ngôi vị của Thiên Môn, sau đó lại sử dụng dị nhân trên giang hồ ám sát Thiên Môn ngay trên Phong Thiền đài. Âm mưu của Tả Lãnh Thiền về phái này đã bị thất bại sau khi Đào cốc lục tiên gây trọng thương cho Ngọc Khánh Tử, còn Ngọc Cơ Tử thì bị Nhạc Linh San đánh bại.
Theo lời của Nhậm Ngã Hành, Tả Lãnh Thiền là người võ công cao thâm mà mưu kế cũng thâm trầm nhưng chỉ ném đá giấu tay, không đường hoàng ra mặt và là người đứng đầu trong ba người rưỡi mà Nhậm Ngã Hành không phục:
"Võ công các hạ cao thâm mà mưu kế cũng thâm trầm rất hợp với lão phu. Các hạ muốn thâu Ngũ Nhạc kiếm phái để chia ba chân vạc với phái Thiếu Lâm và phái Võ Đang thì chí khí khá lớn đó. Nhưng các hạ chỉ ném đá giấu tay, sắp đặt ngụy kế mà không đường hoàng ra mặt thì không phải đường lối của anh hùng hào kiệt. Thật khiến cho người ta không kính phục."
Thông qua gián điệp Lao Đức Nặc, Tả Lãnh Thiền đoạt được bí kíp Tịch tà kiếm pháp từ phía Nhạc Bất Quần. Không ngờ Nhạc Bất Quần đã cao tay hơn biết trước việc này và đánh tráo bản kiếm phổ giả khiến cho Tả Lãnh Thiền không luyện được chính xác Tịch tà kiếm pháp. Ở đại hội hợp nhất Ngũ Nhạc kiếm phái, dù Tả Lãnh Thiền dễ dàng đánh bại Nhạc Linh San, nhưng lại bị chính Nhạc Bất Quần, người mà ông ta vẫn lo ngại nhất, sử dụng Tịch tà kiếm pháp đánh bại bằng cách dùng kim châm đâm mù mắt và buộc phải trao ngôi vị Minh chủ Ngũ Nhạc phái (tên gọi mới của một phái hợp nhất) cho Nhạc Bất Quần.
Tả Lãnh Thiền đã cố gắng để lật lại thế cờ bằng cách lôi kéo Lâm Bình Chi, người vừa bị mù mắt sau khi trả thù Dư Thượng Hải và Mộc Cao Phong, bày âm mưu nhốt quần hùng trên hang núi tối để lợi dụng bóng đêm giết chết tất cả. Tuy nhiên, cố gắng cuối cùng này của Tả Lãnh Thiền cũng thất bại nốt vì Nhạc Bất Quần không có ở đó, và kết cục của y là chết dưới Độc cô cửu kiếm của Lệnh Hồ Xung.
- Chuyển thể:

Trần Hồng Liệt (1996), Đồ Môn (2001), Hồ Đông (2013)

### Hướng Vấn Thiên
Hướng Vấn Thiên (向問天 - Xiang Wentian) là Quang Minh tả sứ của Nhật Nguyệt thần giáo, được biết đến là một nhân vật võ công cao cường, lắm mưu nhiều mẹo, kiêu căng mà cực kỳ hào sảng, đồng thời hết mực trung thành với chủ cũ là Nhậm Ngã Hành. Hướng Vấn Thiên là anh em kết nghĩa với nhân vật chính Lệnh Hồ Xung.
Hướng Vấn Thiên lần đầu tiên xuất hiện ở giữa tiểu thuyết Tiếu ngạo giang hồ khi Lệnh Hồ Xung từ chối lời mời gia nhập Thiếu Lâm Tự và xuống núi. Lệnh Hồ Xung đã gặp Hướng Vấn Thiên trong hoàn cảnh Hướng Vấn Thiên đang bị một toán người bao vây (bao gồm cả hai bên Ma giáo và Chính giáo). Hướng Vấn Thiên khi đó vừa vượt ngục từ Nhật Nguyệt thần giáo, tay vẫn bị dây xích trói chặt, vẫn bình thản ngồi uống rượu không hề sợ hãi trước cường địch khiến cho Lệnh Hồ Xung khâm phục. Sau đó, Hướng Vẫn Thiên đã trổ tài võ công cao cường chiến đấu với những người đang bao vây mình, và nhờ sự giúp sức của Lệnh Hồ Xung, cả hai đánh bại đám người và cùng nhau tẩu thoát.
Hướng Vấn Thiên là người có kiến thức sâu rộng, nhanh chóng hiểu kiếm pháp của Lệnh Hồ Xung là Độc cô cửu kiếm được truyền lại từ Phong Thanh Dương, và rất hợp Lệnh Hồ Xung ở tính cách đối xử tự nhiên, hào sảng. Cả hai đã cùng kết nghĩa anh em cho dù Hướng Vấn Thiên lớn tuổi hơn Lệnh Hồ Xung rất nhiều. Trong quá khứ, Hướng Vấn Thiên là Quang Minh tả sứ của Nhật Nguyệt thần giáo khi Nhậm Ngã Hành còn ở ngôi giáo chủ, và có biệt hiệu là Thiên vương lão tử. Đông Phương Bất Bại đã bắt giam Hướng Vấn Thiên khi biết ông đang nuôi chí cứu Nhậm Ngã Hành. Ở đoạn gần cuối của truyện, khi Lệnh Hồ Xung từ chối lời mời gia nhập Nhật Nguyệt thần giáo và trở thành đối địch với Nhậm Ngã Hành, Hướng Vấn Thiên là người đầu tiên bước ra uống rượu chia tay với Lệnh Hồ Xung cho dù biết Nhậm Ngã Hành rất khó chịu.
Sự tài trí mưu mẹo của Hướng Vấn Thiên còn bộc lộ qua việc lợi dụng sự ham mê cầm kì thi họa của Giang Nam tứ hữu để mượn tay Lệnh Hồ Xung cứu Nhậm Ngã Hành ra khỏi Cô Mai Sơn Trang. Trong cuộc đấu trên chùa Thiếu Lâm để cứu Doanh Doanh, Hướng Vấn Thiên bộc lộ khả năng đối đáp khiến cho những nhân vật ti tiện như Dư Thượng Hải hay ngụy quân tử như Nhạc Bất Quần phải lâm vào thế bí và phải xấu hổ. Hướng Vấn Thiên còn lập mưu giúp Nhậm Ngã Hành làm suy yếu lực lượng của tay chân Đông Phương Bất Bại, qua đó cùng với Nhậm Ngã Hành, Nhậm Doanh Doanh, Lệnh Hồ Xung lên Hắc Mộc Nhai tấn công và giết chết Đông Phương Bất Bại, giành lại ngôi vị giáo chủ cho Nhậm Ngã Hành. Cuối cùng, sau khi Nhậm Ngã Hành chết, Doanh Doanh đã nhường ngôi giáo chủ lại cho Hướng Vấn Thiên. Hướng Vấn Thiên đã theo lời Doanh Doanh, giữ hòa bình với các chính phái, tạo hòa bình cho giang hồ.
- Chuyển thể:

Lưu Giang (1996), Ba Âm (2001), Tôn Bân Hạo (2013)

### Ninh Trung Tắc
Ninh Trung Tắc (寧中則) là sư muội của Nhạc Bất Quần, sau này cùng Nhạc Bất Quần kết thành phu phụ, và có một đứa con gái độc nhất là Nhạc Linh San. Bà đã nhận nuôi Lệnh Hồ Xung từ khi chàng còn là một đứa bé mồ côi và coi chàng như con đẻ, hết mực yêu thương và rất hiểu chàng. Ninh Trung Tắc là người ngay thẳng, trọng tín nghĩa, cứng rắn, tính tình ôn hòa, nhân từ nhưng kiếm pháp lại thuộc hàng cao thủ của phái Hoa Sơn. Khi biết Lệnh Hồ Xung bị bệnh nặng, bà đã rất lo lắng cho chàng. Bà là một nữ hiệp trên giang hồ được người người kính trọng, ngay đến cả giáo chủ Nhật Nguyệt Thần giáo là Nhậm Ngã Hành cũng coi trọng bà. Nhưng có thể nói đời bà vô cùng bất hạnh vì đã không nhận ra dã tâm và tính tình ngụy quân tử của Nhạc Bất Quần. Sau khi Lệnh Hồ Xung bị nghi oan là đã gia nhập ma giáo và ăn trộm Tịch tà kiếm phổ, bà đã rất đau buồn nhưng vẫn cố cứu mạng chàng khi chàng bị Nhạc Bất Quần toan dùng chưởng đánh chết ở Phước oai tiêu cục, tỉnh Phúc Kiến. Về sau, khi đã hiểu rõ bản chất ngụy quân tử của Nhạc Bất Quần, bà đã quá đau buồn mà tự sát.
- Chuyển thể:

Lý Lệ Lệ (1996), Lưu Đông (2001), Dương Minh Na (2013)

### Mạc Đại tiên sinh

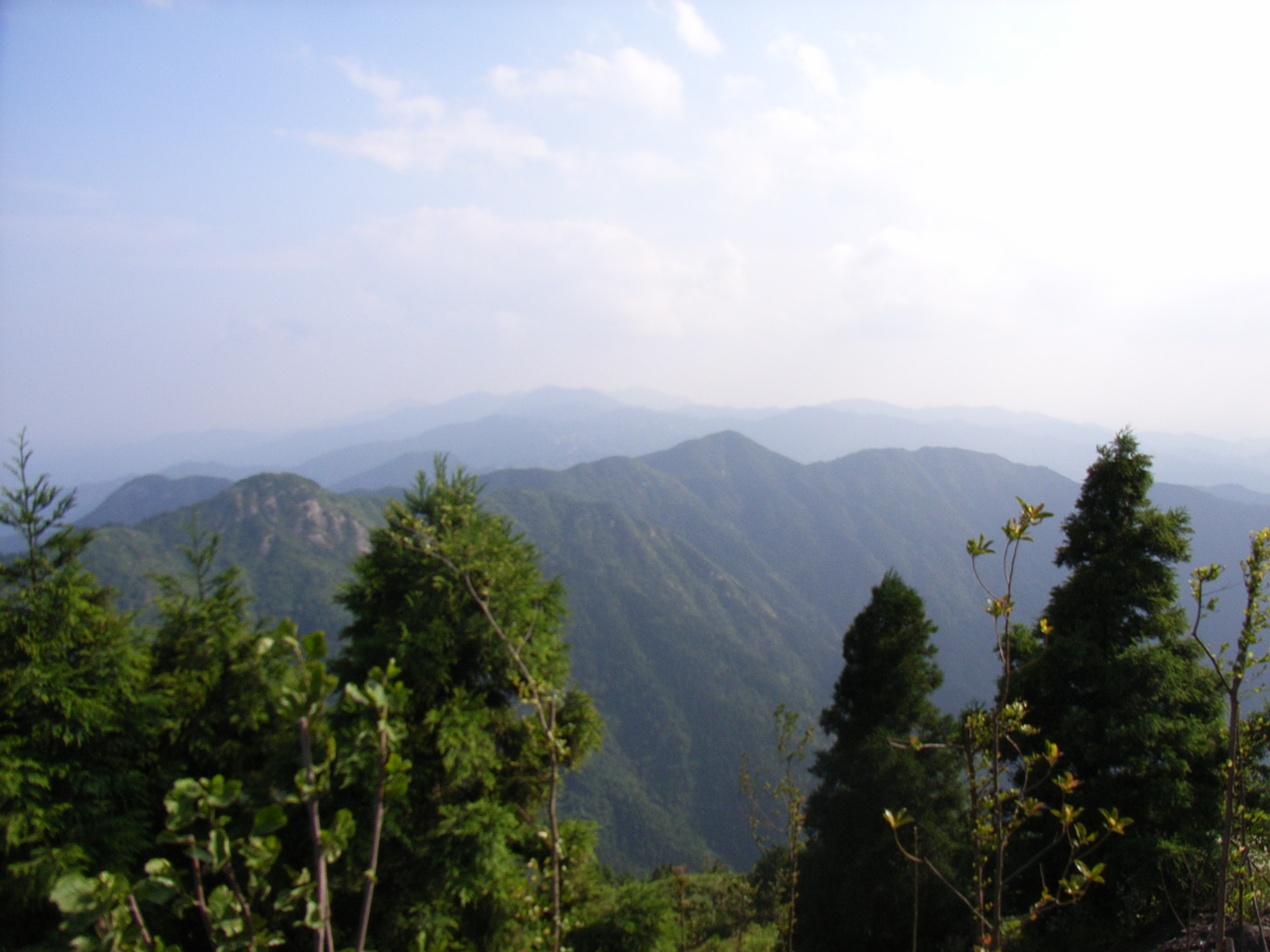
Núi Hành Sơn

Mạc Đại tiên sinh (莫大 - Mo Da) - tên gọi đầy đủ của nhân vật này không ai rõ, chỉ biết đến họ là Mạc Đại và được mọi người gọi là Mạc Đại tiên sinh. Ông là chưởng môn nhân phái Hành Sơn, sư huynh của Lưu Chính Phong và là người đặc biệt giỏi âm nhạc và kiếm pháp. Ông chơi đàn hồ cầm, và sử dụng một cây liễu kiếm mỏng giấu trong đàn. Ông nổi tiếng với bản "Tiêu Tương dạ vũ" (Đêm mưa trên bến Tiêu Tương) đầy bi ai, và luôn xuất hiện với bộ dạng một người ăn mày gầy gò đau khổ.
Mạc Đại tiên sinh lần đầu tiên xuất hiện trong phần đầu của Tiếu ngạo giang hồ, khi Lâm Bình Chi trên đường tìm cha mẹ đã ngồi ở quán rượu trong thành Hành Dương nghe mọi người bàn tán về việc Lưu Chính Phong sẽ quy ẩn giang hồ. Đám đông trong quán trọ bàn tán về mối bất hòa giữa Lưu Chính Phong và Mạc Đại tiên sinh. Người ta đồn rằng Mạc Đại ghen tức với sư đệ mình là Lưu Chính Phong vì tài nghệ kiếm thuật của ông kém hơn sư đệ mình. Lưu Chính Phong nổi danh với 36 đường "Hồi phong lạc nhạn kiếm", một kiếm rút ra lia đứt đầu ba con nhạn lớn. Nghe những lời bàn tán đó thì có một ông lão đã xuất hiện trong quán rượu, mọi người chỉ thoáng thấy tay lão lia chiếc dao cầm rồi đi khuất. Khi ông ta đi khỏi, trên bàn lăn lóc 7 chiếc chén trà bị kiếm chém đứt. Qua tiếng đàn thấp thoáng để lại, người ta nhận ra đó chính là Mạc Đại tiên sinh với khúc Tiêu tương dạ vũ bi thương, với danh hiệu "Cầm trung tàng kiếm, kiếm phát cầm thanh" có nghĩa là Trong đàn giấu kiếm, kiếm phát tiếng đàn.
Khi gia đình Lưu Chính Phong bị phái Tung Sơn tàn sát, ép Lưu Chính Phong phải giết hại bạn mình là Khúc Dương, Mạc Đại tiên sinh vẫn bặt tăm tích không xuất hiện khiến Lưu Chính Phong nhầm tưởng sư huynh mình là người đứng sau vụ này. Chỉ đến khi Phí Bân đuổi theo Lưu Chính Phong cùng Khúc Dương đến núi Hành Sơn, đang chuẩn bị ra tay giết hại nốt những người không còn khả năng chống cự (trong đó có cả Lệnh Hồ Xung, Nghi Lâm và Khúc Phi Yên, cháu gái Khúc Dương), thì Mạc Đại đột nhiên xuất hiện, giết chết Phí Bân cứu mọi người, sau đó lại ra đi với tiếng đàn ai oán. Cuối cùng, Lưu Chính Phong đã nhận ra sự bất hòa của hai anh em chính là sự bất đồng quan điểm về âm nhạc. Sau lần xuất hiện đầu tiên đó, Mạc Đại mất tích để lại một phái Hành Sơn lộn xộn.
Lần thứ hai ông ta xuất hiện là một đêm trên sông Hán Thủy, khi Lệnh Hồ Xung đang cùng các ni cô phái Hằng Sơn ngược dòng Hán Thủy lên Tung Sơn. Khi Lệnh Hồ Xung đêm lên quán rượu say một mình, chàng lại gặp một ông lão ăn mày đang ngồi uống rượu và nhận ra đó là Mạc Đại. Thực ra, Mạc Đại vẫn đêm đêm lén lên thuyền theo dõi Lệnh Hồ Xung xem chàng có nảy tà dâm với các ni cô xinh đẹp phái Hằng Sơn hay không. Khi nhận ra con người đích thực của Lệnh Hồ, ông ta đã rất khâm phục chàng, đồng thời kể cho chàng nghe về việc Nhậm Doanh Doanh vì chàng mà hi sinh thân mình trên Thiếu Lâm tự, lại ra sức ủng hộ mối tình của hai người. Được sự khích lệ của ông, chàng quyết chí lên Thiếu Lâm cứu Doanh Doanh, còn ông ta theo đoàn thuyền bảo vệ các ni cô Hằng Sơn. Cũng qua lần gặp gỡ này, Lệnh Hồ Xung đã nhận ra con người của Mạc Đại: một người có nhiều tâm sự u uất trong lòng, nhưng lại có một tấm lòng hào hiệp, rất hào sảng, không câu nệ, không lễ tiết. Khi uống rượu, ông cao hứng gọi Lệnh Hồ Xung là bạn mình, và cũng khẳng khái vạch trần âm mưu của Tả Lãnh Thiền.
Lần xuất hiện tiếp theo của Mạc Đại là đại hội hợp nhất của Ngũ nhạc kiếm phái theo âm mưu của Tả Lãnh Thiền. Tại đây, Mạc Đại đã bộc lộ tài sử dụng kiếm của mình, đánh bại Nhạc Linh San (trước đó, cô đã dùng bí kíp thất truyền đánh bại hầu hết các cao thủ của Ngũ Nhạc) nhưng lại nhường cô chiến thắng, để Nhạc Linh San dùng đá cố tình gây bị thương. Ông đã khẳng khái nhận thua.
Là một cao thủ kiếm thuật, Mạc Đại tiên sinh đã không tránh khỏi kết cục của việc ham mê tìm kiếm các bí kíp thất truyền. Dù không ham mê tranh đoạt Tịch tà kiếm phổ như Nhạc Bất Quần và Tả Lãnh Thiền, nhưng ông vẫn bị mắc lừa Nhạc Bất Quần, lên hậu động Hoa Sơn xem đồ hình các bí kíp của môn phái Hành Sơn (từng bị thất truyền) khắc trên vách động. Ông cùng đám đông các cao thủ Ngũ Nhạc phái trong động đã rơi vào bẫy của Tả Lãnh Thiền, bịt kín động, lợi dụng bóng đêm để sát hại tất cả. Chỉ có Lệnh Hồ Xung và Nhậm Doanh Doanh nhờ biết nhanh trí nên thoát chết và đánh bại Tả Lãnh Thiền nhờ ánh sáng của lân quang trên khúc xương người. Khi thoát nạn, hai người đã tìm thấy xác của Mạc Đại bị chết cùng đám người hỗn loạn. (Trong phiên bản sửa đổi, Kim Dung lại để cho Mạc Đại không chết mà còn chúc mừng đôi vợ chồng Lệnh Hồ Xung và Nhậm Doanh Doanh qua tiếng hồ cầm đầy bí ẩn).
Nhà thơ, dịch giả Nguyễn Tôn Nhan cảm khái ông:
"Bắc nam xuôi ngược âm thầm
Kiếm chiêu tinh ảo, hồ cầm diệu thanh
Có ai hiểu nỗi u tình?

### Giang Nam tứ hữu
Giang Nam tứ hữu (江南四友 - có nghĩa là Bốn người bạn ở Giang Nam) là một nhóm gồm bốn nhân vật kết nghĩa anh em của Nhật Nguyệt thần giáo sống ở Cô Mai sơn trang bên cạnh Tây Hồ ở thành Tô Châu. Bốn người là Hoàng Chung Công, Đan Thanh tiên sinh, Ngốc Bút Ông và Hắc Bạch Tử, đều là những người tài hoa, mê cầm kỳ thi họa, có võ công trác tuyệt, được Đông Phương Bất Bại giao nhiệm vụ canh giữ Nhậm Ngã Hành đang bị nhốt dưới thiết lao. Theo Huỳnh Ngọc Chiến, kết cục số phận của Giang Nam tứ hữu được coi là "thảm kịch của tài hoa".
Hướng Vấn Thiên vì muốn cứu Nhậm Ngã Hành nên đã lợi dụng Lệnh Hồ Xung sử dụng kiếm pháp Độc cô cửu kiếm đấu với Giang Nam tứ hữu, đồng thời cũng lợi dụng sự si mê cầm kỳ thi họa đến quá mức của bốn người để lập mưu cứu chủ. Hướng Vấn Thiên lần lượt đem "nước cờ tiên của Ly Sơn Tiên mỗ" cùng 80 danh cục về cờ vây của thần tiên ra dụ Hắc Bạch Tử, bức tranh "Bắc Tống Phạm Trung Lập khê sơn hành lữ đồ" của Phạm Khoan ra dụ dỗ Đan Thanh tiên sinh, bản thư pháp của Trương Húc ra nhử Ngốc Bút Ông và bản Tiếu ngạo giang hồ tặng Hoàng Chung Công, giao hẹn nếu có ai đánh bại được kiếm pháp của Lệnh Hồ Xung thì sẽ tặng báu vật cho người đó.
Cả bốn người (cùng hai gia nhân khác của Cô Sơn Mai Trang là Đinh Kiên và Thi Lệnh Oai) đều bị Lệnh Hồ Xung sử dụng Độc cô cửu kiếm đánh bại. Vì quá khao khát những báu vật, họ đã đem Nhậm Ngã Hành đang bị giam trong hắc lao ra đấu với Lệnh Hồ Xung để tìm chiến thắng. Không ngờ Nhậm Ngã Hành đã sử dụng nội lực thâm hậu làm cho cả bọn ngất đi, đem đánh tráo mình với Lệnh Hồ Xung và sau đó tẩu thoát.
Hoàng Chung Công (黃鍾公) là đại ca của Giang Nam tứ hữu. Vào thời điểm Hoàng Chung Công gặp Lệnh Hồ Xung, ông ta chừng 60-70 tuổi, hình dáng gày gò, quắc thước. Hoàng Chung Công mê chơi đàn cầm và có nội công thâm hậu. Hoàng Chung Công sử dụng tiếng đàn để tấn công địch thủ bằng cách đưa nội công thâm hậu vào tiếng đàn với tuyệt kỹ "Thất huyền vô hình kiếm". Hoàng Chung Công bị thất bại dưới tay Lệnh Hồ Xung vì anh chàng này không còn nội lực để cảm ứng với tiếng đàn.
Hắc Bạch Tử (黑白子) là người thứ hai trong Cô Mai sơn trang, là người mê đánh cờ vây. Võ công của Hắc Bạch Tử cũng dựa trên các nước cờ, binh khí là một bàn cờ đúc bằng thép, có pha đá nam châm để hút các binh khí bằng sắt. Hắc bạch Tử còn có công phu "Huyền thiên chỉ" có khả năng làm đông nước bằng nội lực. Ngoài ra Hắc Bạch Tử còn khao khát được Nhậm Ngã Hành thu nhận làm đệ tử và truyền thụ võ công Hấp tinh đại pháp, cuối cùng lão lại bị Lệnh Hồ Xung hút mất toàn bộ nội lực và trở thành người tàn phế.
Ngốc Bút Ông (禿筆翁) là em thứ ba trong bốn anh em kết nghĩa, mê viết thư pháp, sử dụng vũ khí là cây bút phán quan dài một thước sáu tấc đúc bằng thép nguyên chất, ở đầu bút có buộc một túm lông cừu có bôi một loại mực bằng mười mấy chất dược liệu đặc biệt, đã quệt vào người là vĩnh viễn rửa không sạch mài cũng không đi vì vết mực ăn sâu vào da. Người ta sợ đấu với Ngốc Bút Ông cũng chính bởi thứ mực này: "Ngày trước những tay cao thủ võ lâm đối địch với Giang Nam tứ hữu đã ngán nhất là đấu với Ngốc Bút Ông. Nếu không cẩn thận liền bị lão lấy mực khoanh vạch tròn hoặc vạch chéo vào mặt có khi còn viết một bài thơ vào nữa. Thế là suốt đời không dám ngó ai nữa. Chẳng thà bị chém một đao hay chặt đứt một cánh tay còn đỡ khổ hơn là bị Ngốc Bút Ông bôi mực vào mặt."
Các chiêu số võ công của Ngốc Bút Ông cũng bay bướm theo kiểu thư pháp và một trong những bút pháp nổi tiếng của Ngốc Bút Ông là "Bùi tướng quân thi", tuy nhiên do đam mê thư pháp nên chiêu số của ông phần lớn chỉ có đẹp mắt chứ khi đánh nhau không mấy hiệu quả, dễ dàng bị Độc cô cửu kiếm của Lệnh Hồ Xung đánh bại.
Đan Thanh tiên sinh (丹青生), là người anh em thứ tư trong Giang Nam tứ hữu, mê vẽ tranh, kiếm pháp và đặc biệt thích uống rượu do đó rất hợp tính cách của Lệnh Hồ Xung.
Khi Nhậm Ngã Hành quay lại trong chiến dịch chiếm lại Nhật Nguyệt thần giáo, Hắc Bạch Tử đã bị tàn phế vì bị Lệnh Hồ Xung dùng Hấp tinh đại pháp hút mất nội lực, Ngốc Bút Ông cùng Đan Thanh tiên sinh thì phải uống "Tam thi não thần đan" để theo phục vụ Nhậm Ngã Hành, Hoàng Chung Công tự sát sau khi than thở:
"Hỡi ơi, mê say vật đẹp đến nỗi đánh mất cả tâm chí, đều do lỗi của bọn thuộc hạ đắm chìm nơi Cầm Kỳ Thư Họa, để cho người ta nhìn vào điểm yếu"

### Điền Bá Quang
Vạn lý Độc hành Điền Bá Quang (萬里獨行 田伯光): tên là Điền Bá Quang (田伯光 - Tian Boguang). Sở trường của Điền Bá Quang thứ nhất là khinh công cực giỏi nên được gọi là Vạn lý Độc hành (vì ít người theo kịp), thứ hai là phép khoái đao rất lợi hại, thứ ba y là một tên dâm tặc, chuyên đi hãm hiếp phụ nữ, giết người cướp của, không việc gì không làm. Vì thế nên Điền Bá Quang có ngoại hiệu đầy đủ là Hái hoa dâm tặc Giang dương đại đạo Khoái đao.
Bi kịch của Tiếu ngạo giang hồ một phần do Điền Bá Quang góp phần tạo ra khi y có ý định hãm hiếp ni cô Nghi Lâm nhưng bị Lệnh Hồ Xung xả thân cứu. Y đánh bại Lệnh Hồ Xung, nhưng cũng qua đó cả hai nhận ra nhau là những người rất có hào khí, Điền Bá Quang rất khâm phục Lệnh Hồ Xung và sau đó tìm cách kết bạn với Lệnh Hồ Xung.
Điền Bá Quang bị Bất Giới hòa thượng bắt lên núi tìm Lệnh Hồ Xung mang về cho Nghi Lâm, qua đó tạo ra việc Phong Thanh Dương dạy Độc cô cửu kiếm cho Lệnh Hồ Xung, đồng thời y cũng bộc lộ bản chất là con người sống rất tín nghĩa. Sau này Điền Bá Quang đã từ bỏ tính xấu hoàn lương, (thực chất là bị Bất Giới ép đi tu, và một lý do nữa là y đánh cuộc với Lệnh Hồ Xung thua, bị buộc phải nhận Nghi Lâm làm sư phụ). Bất Giới đặt cho Điền Bá Quang pháp danh là Bất Khả Bất Giới (不可不戒), trở thành một hòa thượng theo phái Hằng Sơn.
- Chuyển thể:

Trần Thiên Văn (2000), Tôn Hải Anh (2001), Hàn Đống (2013)

### Bất Giới hòa thượng
Bất Giới hòa thượng là cha của ni cô Nghi Lâm, ban đầu là một đồ tể (người mổ lợn). Bất Giới hòa thượng tuy theo cửa Phật nhưng tính tình thẳng thắn không thích bị lệ thuộc và ràng buộc bởi giáo điều. Lý do ông xuất gia làm hòa thượng là vì ngày trước ông có yêu một ni cô, nên để cưới ni cô này làm vợ ông đã xuống tóc tu hành. Có thể nói Bất Giới là một người si tình, mối tình giữa hai vợ chồng Bất Giới là mối tình đặc biệt nhất và cũng nhân bản nhất trong các tác phẩm Kim Dung. Khi ông cầu hôn, ni cô đã từ chối vì bà là người xuất gia, nếu lấy chồng Bồ Tát sẽ trừng phạt. Ông liền xuất gia làm hòa thượng để lấy bà (vì ông cho rằng nếu ông làm hòa thượng, Bồ Tát sẽ phạt cả ông, ông không nỡ để Bồ Tát trừng phạt một mình vợ).
Hai người sinh ra Nghi Lâm, do ông một lần trêu đùa với Ninh Trung Tắc nên vợ ông đã nổi cơn ghen, bỏ đi biệt tăm, giả dạng làm người câm điếc quét chùa trên núi cao Hằng Sơn. Bất Giới gửi con ở Hằng Sơn, lang thang khắp nơi tìm vợ mà không thành. Bất Giới võ công cao cường và cũng rất yêu thương con gái. Cuối cùng, bà vợ đã xuất hiện, cả hai được đoàn tụ nhờ sự mách bảo của Lệnh Hồ Xung.
Nhà thơ dịch giả Nguyễn Tôn Nhan cảm khái Bất Giới:
"Sá gì thân náu cửa Không
Cạo đầu bởi chút má hồng ni cô
Tam quy Ngũ giới? Nam mô!"

## Các nhân vật khác

### Lâm Chấn Nam
Lâm Chấn Nam (林震南 - Lin Zhennam): Là cha của Lâm Bình Chi, tổng tiêu đầu Phước Oai tiêu cục, con trai của Lâm Viễn Đồ. Lâm Chấn Nam không luyện theo "Tịch tà kiếm phổ", bị Dư Thượng Hải bắt giữ sau khi giết hại toàn bộ Phước Oai tiêu cục và bị hành hạ cho đến chết. Lúc gần chết, cả hai được Lệnh Hồ Xung cứu giúp, và Lâm Chấn Nam đã di ngôn cho con không được luyện Tịch tà kiếm pháp.

### Mộc Cao Phong
Mộc Cao Phong (木高峰 - Mu Gaofeng): Là một người gù, biệt danh Tái Bắc Minh Đà, tâm địa bất lương, có ý chiếm đoạt Tịch tà kiếm phổ nên đã dụ dỗ và ép buộc Lâm Bình Chi làm đồ đệ của mình, đồng thời hành hạ ép vợ chồng Lâm Chấn Nam giao Tịch tà kiếm phổ. Sau này, Mộc Cao Phong bị Lâm Bình Chi dùng Tịch tà kiếm pháp giết chết. Chiếc bướu trên lưng hắn có chất độc khi bị chém đứt vỡ ra làm mù mắt Lâm Bình Chi.

### Lao Đức Nặc
Lao Đức Nặc (勞德諾 - Lao Denuo): Là đệ tử thứ hai của Nhạc Bất Quần, thực chất là gián điệp của Tả Lãnh Thiền cài vào Hoa Sơn để theo dõi. Lao Đức Nặc đã ăn trộm Tử Hà bí lục, giết chết Lục Đại Hữu... cuối cùng bị Nhậm Doanh Doanh bắt xích với hai con khỉ.

### Lục Hầu Nhi
Lục Hầu Nhi (六猴儿 - Liu Hou'er) tên thật là Lục Đại Hữu (陸大有 - Lu Dayou): Là đệ tử thứ sáu của Nhạc Bất Quần, rất kính trọng Lệnh Hồ Xung và luôn chăm sóc cho chàng. Lục Đại Hữu từng đem bí kíp Tử Hà thần công cho Lệnh Hồ Xung luyện và sau đó bị Lao Đức Nặc sát hại.

### Phong Bất Bình
Phong Bất Bình (封不平 - Feng Buping): Một đại biểu của phe "Kiếm tông" phái Hoa Sơn, cùng vai vế với Nhạc Bất Quần. Y từng nhờ Tả Lãnh Thiền can thiệp để giành lại ngôi vị chưởng môn. Phong Bất Bình nổi tiếng với Cuồng phong khoái kiếm, nhưng đều bị Lệnh Hồ Xung dùng Độc cô cửu kiếm đánh bại (cùng với các sư đệ khác của y là Thành Bất Ưu, Bảo Bất Khí...)

### Định Nhàn sư thái
Định Nhàn sư thái (定閑/定閒 - Ding Xian): Chưởng môn nhân phái Hằng Sơn (恆山派). Trong ba người đứng đầu phái Hằng Sơn thì Định Nhàn đứng hàng thứ hai (sau Định Tĩnh). Bà là người hiền hòa, kiến thức cao, rất có đạo hạnh và võ nghệ cao cường, thường không mang binh khí để tránh lỡ tay sát hại người khác. Chính bà là người nhận ra con người thật tốt đẹp của Lệnh Hồ Xung và nhận ra âm mưu của Tả Lãnh Thiền. Bà cùng với Định Dật bị Nhạc Bất Quần sử dụng kim châm giết chết tại Thiếu Lâm tự. Trước khi chết, bà đã nhường ngôi vị chưởng môn phái Hằng Sơn cho Lệnh Hồ Xung.

### Định Dật sư thái
Định Dật sư thái (定逸 - Ding Yi): Là người đứng thứ ba ở phái Hằng Sơn. Định Dật tính tình nóng nảy, ngay thẳng nhưng cũng rất nhân hậu và phải trái rõ ràng, biết sai nhận sai. Bà là sư phụ của Nghi Lâm, ngay từ đầu đã lên án phản đối phái Tung Sơn ép buộc Lưu Chính Phong, không tán thành phái này tàn sát gia đình Lưu Chính Phong. Khi cùng với Định Nhàn sư thái lên Thiếu Lâm tự khẩn cầu phái Thiếu Lâm thả Nhậm Doanh Doanh, bà cùng với Định Nhàn đã bị Nhạc Bất Quần sát hại.

### Định Tĩnh sư thái
Định Tĩnh sư thái (定靜 - Ding Jing): Là chị cả trong ba người đứng đầu phái Hằng Sơn, chỉ xuất hiện một lần ở Tây Hà lĩnh, khi dẫn đệ tử phái Hằng Sơn đến Phúc Kiến. Bà đã phản đối âm mưu của phái Tung Sơn, không theo lời phái Tung Sơn dụ dỗ nhằm hợp nhất (dù phái Tung Sơn từng dụ dỗ sẽ đưa bà lên làm chưởng môn). Định Tĩnh tính tình hiền hòa, đã từng khẩn cầu sư phụ mình đưa sư muội của mình là Định Nhàn làm chưởng môn phái Hằng Sơn do cảm phục tính tình hiền hòa và đạo hạnh của Định Nhàn. Định Tĩnh bị tay chân của Tả Lãnh Thiền phục kích, chống trả đến kiệt sức mà chết.

### Thiên Môn đạo nhân
- Thiên Môn đạo nhân (Tian Men): Là chưởng môn phái Thái Sơn, xuất hiện không nhiều. Tại đại hội võ lâm ở Tung Sơn, Thiên môn đạo nhân đã bị sát hại (do chính âm mưu của Tả Lãnh Thiền), và dẫn đến việc phái Thái Sơn tan rã.
- Các nhân vật khác: Ngọc Cơ Tử, Ngọc Khánh Tử... thuộc phái Thái Sơn.

### Khúc Dương
Khúc Dương (曲洋 - Qu Yang): Là một trưởng lão trong Nhật Nguyệt thần giáo, một cao thủ đánh thất huyền cầm, kết bạn tri giao với Lưu Chính Phong qua âm nhạc, và cùng Lưu Chính Phong sáng tác khúc Tiếu ngạo giang hồ. Khúc Dương từng cứu Lệnh Hồ Xung. Khúc Dương cùng với Lưu Chính Phong bị phái Tung Sơn sát hại, trước khi chết cả hai đã cùng tấu khúc Tiếu ngạo giang hồ.

### Bình Nhất Chỉ
Bình Nhất Chỉ (平一指 - Ping Yizhi): Là một thần y trong tiểu thuyết. Do chỉ dùng một ngón tay để bắt mạch nên gọi Nhất Chỉ. Ông có biệt danh Sát nhân danh y, do cứu một người thì phải giết một người khác thế mạng. Bất kỳ ai được ông cứu đều phải lập lời thề, sau khi được ông cứu phải đi giết một người mà ông chỉ định. Được Thánh cô Nhậm Doanh Doanh yêu cầu, Bình Nhất Chỉ đã hết sức cứu mạng Lệnh Hồ Xung nhưng không thành, cũng qua đó rất khâm phục hào khí của Lệnh Hồ Xung. Cuối cùng, do thấy mình không cứu được chàng, ông đã tự vẫn (Bình Nhất Chỉ cho rằng không cứu được người phải tự giết mình). Bình Nhất Chỉ còn có một đặc điểm thú vị là rất sợ vợ.

### Lam Phượng Hoàng
- Lam Phượng Hoàng (藍鳳凰 - Lan Feng Huang): Là một cô gái dân tộc Miêu ở tỉnh Quý Châu, đứng đầu Ngũ độc giáo, chuyên đi đánh độc. Cô rất khâm phục lòng dũng cảm và hào khí của Lệnh Hồ Xung, đã từng dùng đỉa truyền máu cho chàng khi anh chàng này bị kiệt sức vì cạn máu (Lệnh Hồ Xung dùng máu của mình cứu con gái của Lão Đầu Tử), và đã kết nghĩa huynh muội với Lệnh Hồ Xung.

Chuyển thể: Trần Tú Lệ (2000).
- Các nhân vật Hoàng Hà Lão Tổ, Dạ miêu tử Kế Vô Thi, Bạch phát đồng từ Nhậm Vô Cương... trong phái Ma giáo, đều là bằng hữu của Lệnh Hồ Xung.

### Phương Chấn đại sư
Phương Chấn đại sư (hay Phương Chứng 方證 - Fang Zheng): là chưởng môn phái Thiếu Lâm, trụ trì Thiếu Lâm tự. Phương Chấn là một hòa thượng nhân từ, luyện Dịch cân kinh, Thiên thủ Như Lai chưởng đến độ xuất thần nhập hóa. Ông nhanh chóng nhận ra con người thật của chàng trai Lệnh Hồ Xung, và bộ mặt thật đầy gian trá của Tả Lãnh Thiền, Nhạc Bất Quần... Khi Lệnh Hồ Xung được Doanh Doanh cõng lên chùa Thiếu Lâm trong tình trạng suy kiệt sắp chết, và biết Nhạc Bất Quần đã đuổi chàng ra khỏi sư môn, ông đã nhận lời truyền thụ Dịch cân kinh cho chàng với điều kiện chàng chịu gia nhập phái Thiếu Lâm, nhưng Lệnh Hồ Xung không đồng ý. Khi Lệnh Hồ Xung lên chức vụ chưởng môn phái Hằng Sơn, ông đã cùng Xung Hư đạo trưởng phái Võ Đang hết lòng ủng hộ, mong muốn Lệnh Hồ Xung sẽ đoạt chức chưởng môn phái Ngũ Nhạc phái để tránh cho chức này rơi vào tay những kẻ như Nhạc Bất Quần, Tả Lãnh Thiền. Khi Nhậm Ngã Hành công khai đòi tiêu diệt Hằng Sơn, ông đã không ngần ngại đem Dịch cân kinh truyền thụ cho chàng, tôn chàng làm minh chủ để chống lại cuộc chiến này.

### Phương Sinh đại sư
Phương Sinh đại sư (方生 - Fang Sheng): Là sư đệ của Phương Chấn, từng bị Lệnh Hồ Xung dùng Độc cô cửu kiếm đánh bại, vì thế nhận ra chàng là truyền nhân đích thực của Phong Thanh Dương (ông từng được Phong Thanh Dương cứu giúp và rất kính trọng Phong Thanh Dương) vì thế cũng hết lòng kính trọng Lệnh Hồ Xung, mong chàng gia nhập phái này. Phương Sinh tính tình cũng nhân hậu và rất ủng hộ Lệnh Hồ Xung.

### Xung Hư đạo trưởng
- Xung Hư đạo trưởng (冲虚道長 - Chongxu): Là chưởng môn phái Võ Đang và là một đạo sĩ đắc đạo, luyện Thái cực quyền, Thái cực kiếm đến độ xuất thần nhập hóa. Ông đã lặng lẽ theo dõi hành vi của chàng trai Lệnh Hồ Xung, và biết chàng thực sự là một đại trượng phu. Khi Lệnh Hồ Xung dẫn quần hùng lên Thiếu Lâm tự cứu Nhậm Doanh Doanh, ông đã đóng giả một nông phu bình thường đấu kiếm với chàng. Lệnh Hồ Xung đã suýt bị bại trận dưới tay Xung Hư, buộc phải liều mạng để đánh vào chỗ sơ hở của Thái cực kiếm và giành chiến thắng. Xung Hư rất khâm phục Lệnh Hồ Xung và rất ủng hộ chàng. Trong cuộc đấu ở Thiếu Lâm tự, Xung Hư đã nhận thua Lệnh Hồ Xung và khiến Nhậm Ngã Hành từ khâm phục một nửa sau tăng lên thành bảy phần. Xung Hư đạo trưởng kết bạn thân với Phương Chứng và được coi là một trong những cao thủ số một lúc đó.
- Ngoài Xung Hư còn có hai nhân vật cũng thuộc phái Võ Đang là Thanh Hư và Thành Cao.

### Dư Thương Hải
Dư Thương Hải (余滄海 - Yu Canghai): Còn được gọi là Dư quán chủ (Dư Thượng Hải tu đạo trên đạo quán Tùng Phong, núi Thanh Thành), có nhiều vợ, tì thiếp và có một con trai. Dư Thượng Hải đã âm thầm tìm cách chiếm đoạt Tịch tà kiếm phổ, sai con trai đến Phúc Châu thăm dò và y vô tình bị Lâm Bình Chi giết. Dư Thượng Hải đã mượn cớ đó tàn sát toàn bộ Phước Oai tiêu cục, bắt vợ chồng Lâm Chấn Nam tra khảo để tìm ra Tịch tà kiếm pháp. Dư Thượng Hải bản tính nhỏ nhen, thâm hiểm và đồi bại nên dù ở trong chính phái nhưng vẫn bị nhiều người khinh thường. Dư Thượng Hải cuối cùng bị Lâm Bình Chi đánh bại một cách nhục nhã bằng chính Tịch Tà kiếm pháp, bị giết chết trong nỗi sợ hãi cùng với Mộc Cao Phong.

### Thanh Thành tứ tú
Thanh Thành Tứ tú (青城四秀): Là bốn đại đệ tử "Anh, Hùng, Hào, Kiệt" của Dư Thượng Hải. Đó là Hầu Nhân Anh, Hồng Nhân Hùng, Vu Nhân Hào và La Nhân Kiệt. Cả bốn người đã từng dẫn đầu nhóm người tàn sát Phước Oai tiêu cục. Lệnh Hồ Xung thường châm biếm bọn họ là Cẩu hùng dã trư Thanh Thành tứ thú. La Nhân Kiệt bị Lệnh Hồ Xung giết chết ở thành Hành Dương, còn ba người còn lại đều bị Lâm Bình Chi dùng Tịch tà kiếm pháp giết chết.

### Trường Thanh Tử
Trường Thanh Tử, là sư phụ của Dư Thượng Hải, mệnh danh là đệ nhất kiếm thuật đương thời nhưng lại bị bại về tay Lâm Viễn Đồ.

### Đào Cốc Lục Tiên
Đào Cốc Lục Tiên (桃谷六仙 - Taogu Liu Xian): Là sáu anh em họ Đào, những nhân vật luôn gây ra sự hoạt kê và rắc rối do tính cách không giống ai và sự ham thích tranh luận. Sáu anh em gồm Đào Căn Tiên, Đào Cán Tiên, Đào Chi Tiên, Đào Diệp Tiên, Đào Hoa Tiên, Đào Thực Tiên (Gốc, Thân, Cành, Lá, Hoa, Quả). Để cứu Lệnh Hồ Xung bị thương, sáu người đã cãi nhau, làm lung tung, truyền sáu luồng chân khí vào người, gây xung đột làm Lệnh Hồ Xung mất hết sức lực, bị thương suýt chết. Đào Cốc Lục tiên có một đòn sát thủ, chuyên nắm tay chân đối phương, và sáu người dùng sức xé tan nát đối phương. Đào Cốc lục tiên thực chất tâm địa lương thiện, trong sáng có phần ngây ngô như trẻ con, thích tranh luận mọi lúc mọi nơi và luôn tạo ra những tiếng cười hoạt kê.

### Khúc Phi Yên
Khúc Phi Yên, là cháu gái của Khúc Dương, theo Khúc Dương đến đại hội rửa tay chậu vàng của Lưu Chính Phong, sau đó trị thương cho Lệnh Hồ Xung khi chàng bị La Nhân Kiệt ám hại. Tuy tuổi nhỏ như tính tình hào kiệt, thấy chuyện bất bình thì không thể ngồi im. Bị Phiến Bân của Tung sơn sát hại
Ngoài ra, tại núi Hành Sơn, Khúc Phi Yên có nhắc tới một nhân vật truyền thuyết nữa là Kính Nguyệt thần ni ở đảo Tử Trúc ngoài Đông Hải, với công phu Nhất Chỉ Thiền được coi là cao nhân võ công cao cường đã ẩn cư.